# A Young Woman Seated at the Virginals
Dama Sentada ao Virginal é uma pintura geralmente atribuída à Johannes Vermeer , embora isso seja controverso.  Uma série de exames técnicos a partir de 1993 confirmou a atribuição.
  Acredita-se que data-se de aproximadamente 1670 e agora faz parte da Coleção de Leida, em Nova York.  Não deve ser confundido com o Jovem Sentado em um Virginal na National Gallery, Londres , também por Vermeer.

## Proveniência e atribuição
Embora inicialmente não muito clara, possivelmente tenha sido propriedade de Pieter van Ruijven enquanto Vermeer ainda era vivo, e mais tarde herdada por Jacob Dissius .  Em 1904, foi um dos dois Vermeers de propriedade de Alfred Beit , sendo o outro "Dama Escrevendo uma Carta com sua Empregada" .  Permaneceu na família Beit até ser vendido ao Barão Rolin em 1960.  A pintura não era amplamente conhecida até ser descrita no catálogo da coleção Beit publicada em 1904.  Nas primeiras décadas após 1904, foi amplamente aceito como um Vermeer.  Então, em meados do século XX, quando alguns "Vermeers" foram descobertos como sendo falsificados por Han van Meegeren e a dúvida foi lançada sobre os outros, caiu em desgraça.
Em 1993, o barão Rolin pediu à Sotheby para conduzir pesquisas sobre a pintura.  Seguiu-se uma série de exames técnicos, que convenceram a maioria dos especialistas de que é um Vermeer, embora provavelmente um deles tenha sido retrabalhado em partes após a morte do pintor.  Os herdeiros de Rolin venderam a pintura pela Sotheby's em 2004 para Steve Wynn por 30 milhões de dólares.  Mais tarde, foi comprado para a coleção de Leida, propriedade de Thomas Kaplan .  Ele apareceu em várias exposições da Vermeer nos últimos anos, nos Estados Unidos, Grã-Bretanha, Japão, Itália e França.

## Descrição e evidência para atribuição
A pintura originalmente tinha as mesmas dimensões que a "Lacemaker" de Vermeer.  O terreno parece idêntico ao usado para os dois Vermeers pertencentes à National Gallery de Londres.  O exame radiológico revelou evidências de um furo no ponto de fuga , como habitualmente usado por Vermeer em conjunto com um fio para obter a perspectiva correta em suas pinturas.  Os pigmentos são usados na pintura de uma maneira típica da Vermeer, mais notavelmente o ultramarino caro como um componente na parede de fundo.  O uso da terra verde nas sombras também é diferente.  O uso de chumbo amarelo sugere que a pintura não pode ser uma imitação ou imitação do século XIX ou XX. O exame da capa, frequentemente citada como a parte mais crua da pintura, mostra que ela foi pintada sobre outra peça após algum tempo.  Não se sabe por quanto tempo essa lacuna foi, ou se Vermeer foi responsável pela repintura.
O penteado pode ser datado de 1670, e corresponde ao penteado no Lacemaker , que por outro motivo também é frequentemente datado do mesmo período.
  Não está claro se a pintura foi concluída antes ou depois da similar, mas mais ambiciosa "Jovem Sentada em uma Virginal" na National Gallery, em Londres.  A pintura não está assinada.

## Críticas e Interpretação
Walter Liedtke descreveu a pintura como uma "pequena obra tardia" de Vermeer.  O esquema de cores é típico de trabalhos mais maduros de Vermeer.  As "passagens de luminosidade e finamente modeladas" da saia da jovem recordam a "Senhora de pé em um virginal" e são frequentemente citadas como a melhor característica da pintura, contrastando com o manto menos habilmente pintado que pode ser o trabalho de um artista posterior.  O embaçamento dos objetos em primeiro plano, a qualidade da luz e a atenção dada à textura da parede são típicos de Vermeer, enquanto o manuseio das pérolas no cabelo da mulher lembra os fios que saem da almofada do Lacemaker .